# 未払金
未払金（みはらいきん）は、勘定科目の一つ。負債に区分される。「みばらいきん」と呼ばれることもある。
本来の営業取引以外の非継続的な取引から生じる債務を対象とする勘定科目である。

## 概要
本来の営業取引から生じる債務は買掛金に、本来の営業取引以外の継続的な取引から生じる債務は未払費用に区分される。本来の営業取引以外の非継続的な取引から生じる債務は、それらと区別され、未払金として区分される。
対象となる取引は、例えば、固定資産の購入、有価証券の購入、備品の購入などが該当する。決算日の翌日から1年以内に支払期日の到来するものは流動負債の部に、1年を超えるものは固定負債の部に長期未払金として表示する。